# Hamont-Achel
Hamont-Achel (lim. Haëmet-Achel) – miasto w Belgii, w Regionie Flamandzkim, w prowincji Limburgia, w okręgu Maaseik. 1 stycznia 2024 liczyło 14 507 mieszkańców. Powstało 1 stycznia 1977 r., prawa miejskie posiada od 1985 r. 

## Podział administracyjny
W skład gminy wchodzą dwie dzielnice (deelgemeente):
- Achel
- Hamont

## Historia
Miasto Hamont istniało już w okresie wczesnego średniowiecza, wraz z Achel i Sint-Huibrechts-Lille stanowiły wówczas osobne księstwo. W 1795 roku, w okresie rewolucji francuskiej, Hamont i Achel były osobnymi gminami. 1 stycznia 1977 r. obie gminy ponownie zostały połączone, a w 1985 r. nadano gminie prawa miejskie.

## Demografia
- Źródła:NIS, :od 1806 do 1981= według spisu; od 1990 liczba ludności w dniu 1 stycznia

1 stycznia 2024 całkowita populacja Hamont-Achel liczyła 14 507 osób. Łączna powierzchnia gminy wynosi 43,73 km², co daje gęstość zaludnienia 332 mieszkańców na km².

## Współpraca
Miejscowość partnerska:
- Strausberg, Niemcy

## Transport
W mieście znajduje się stacja kolejowa Hamont oraz nieczynna stacja Achel.